# Férfi röplabdatorna a 2004. évi nyári olimpiai játékokon
A 2004. évi nyári olimpiai játékokon a férfi röplabdatornát augusztus 15. és 29. között rendezték. A tornán 12 nemzet csapata vett részt.

## Lebonyolítás
A 12 résztvevőt 2 darab 6 csapatos csoportba sorsolták. Körmérkőzések döntötték el a csoportok végeredményét. A csoportból az első négy helyezett jutott tovább az negyeddöntőbe, ahonnan egyenes kieséses rendszerben folytatódott a torna. A csoportok ötödik és hatodik helyezettjei kiestek.

## Csoportkör
| Színmagyarázat                                              |
| ----------------------------------------------------------- |
| A csoportok első négy helyezettje bejutott a negyeddöntőbe. |
| A csoportok ötödik és hatodik helyezettjei kiestek.         |

### A csoport
|                             |      | Mérkőzések | Mérkőzések | Szettek | Szettek | Szettek | Pontok | Pontok | Pontok |
| Csapat                      | Pont | Gy         | V          | Sz+     | Sz–     | SzA     | P+     | P–     | PA     |
| --------------------------- | ---- | ---------- | ---------- | ------- | ------- | ------- | ------ | ------ | ------ |
| Szerbia és Montenegró (SCG) | 9    | 4          | 1          | 12      | 6       | 2,000   | 427    | 398    | 1,073  |
| Görögország (GRE)           | 8    | 3          | 2          | 12      | 9       | 1,333   | 475    | 454    | 1,046  |
| Argentína (ARG)             | 8    | 3          | 2          | 12      | 9       | 1,333   | 471    | 457    | 1,031  |
| Lengyelország (POL)         | 8    | 3          | 2          | 10      | 9       | 1,111   | 422    | 419    | 1,007  |
| Franciaország (FRA)         | 7    | 2          | 3          | 8       | 10      | 0,800   | 405    | 394    | 1,028  |
| Tunézia (TUN)               | 5    | 0          | 5          | 4       | 15      | 0,267   | 373    | 451    | 0,827  |

| 2004. augusztus 15. 09:00 | Szerbia és Montenegró (SCG)       | 0–3 | Lengyelország (POL) | Béke és Barátság stadion, Pireusz Nézőszám: 2000 Játékvezető: Hóbor Béla (HUN), Luciano Gaspari (ITA) |
| 2004. augusztus 15. 09:00 | (21–25, 17–25, 16–25) Jegyzőkönyv |     |                     | Béke és Barátság stadion, Pireusz Nézőszám: 2000 Játékvezető: Hóbor Béla (HUN), Luciano Gaspari (ITA) |

| 2004. augusztus 15. 14:00 | Argentína (ARG)                   | 3–0 | Franciaország (FRA) | Béke és Barátság stadion, Pireusz Nézőszám: 2370 Játékvezető: Ning Wang (CHN), Hiroyuki Ito (JPN) |
| 2004. augusztus 15. 14:00 | (25–15, 25–23, 25–22) Jegyzőkönyv |     |                     | Béke és Barátság stadion, Pireusz Nézőszám: 2370 Játékvezető: Ning Wang (CHN), Hiroyuki Ito (JPN) |

| 2004. augusztus 15. 19:30 | Tunézia (TUN)                     | 0–3 | Görögország (GRE) | Béke és Barátság stadion, Pireusz Nézőszám: 8200 Játékvezető: Valdir Dellaqua (BRA), Fernando Nava (MEX) |
| 2004. augusztus 15. 19:30 | (20–25, 14–25, 17–25) Jegyzőkönyv |     |                   | Béke és Barátság stadion, Pireusz Nézőszám: 8200 Játékvezető: Valdir Dellaqua (BRA), Fernando Nava (MEX) |

| 2004. augusztus 17. 09:00 | Tunézia (TUN)                                   | 2–3 | Argentína (ARG) | Béke és Barátság stadion, Pireusz Nézőszám: 888 Játékvezető: Ibrahim Al-Naama (QAT), Ryszard Dietrich (POL) |
| 2004. augusztus 17. 09:00 | (20–25, 25–23, 16–25, 25–22, 10–15) Jegyzőkönyv |     |                 | Béke és Barátság stadion, Pireusz Nézőszám: 888 Játékvezető: Ibrahim Al-Naama (QAT), Ryszard Dietrich (POL) |

| 2004. augusztus 17. 11:25 | Franciaország (FRA)               | 0–3 | Szerbia és Montenegró (SCG) | Béke és Barátság stadion, Pireusz Nézőszám: 1000 Játékvezető: Frank Leuthaeusser (GER), Hóbor Béla (HUN) |
| 2004. augusztus 17. 11:25 | (21–25, 28–30, 22–25) Jegyzőkönyv |     |                             | Béke és Barátság stadion, Pireusz Nézőszám: 1000 Játékvezető: Frank Leuthaeusser (GER), Hóbor Béla (HUN) |

| 2004. augusztus 17. 19:30 | Görögország (GRE)                        | 3–1 | Lengyelország (POL) | Béke és Barátság stadion, Pireusz Nézőszám: 8600 Játékvezető: Luciano Gaspari (ITA), Jarmo Salonen (FIN) |
| 2004. augusztus 17. 19:30 | (21–25, 25–18, 25–21, 25–20) Jegyzőkönyv |     |                     | Béke és Barátság stadion, Pireusz Nézőszám: 8600 Játékvezető: Luciano Gaspari (ITA), Jarmo Salonen (FIN) |

| 2004. augusztus 19. 14:00 | Lengyelország (POL)               | 0–3 | Franciaország (FRA) | Béke és Barátság stadion, Pireusz Nézőszám: 5230 Játékvezető: Jarmo Salonen (FIN), Luciano Gaspari (ITA) |
| 2004. augusztus 19. 14:00 | (15–25, 18–25, 17–25) Jegyzőkönyv |     |                     | Béke és Barátság stadion, Pireusz Nézőszám: 5230 Játékvezető: Jarmo Salonen (FIN), Luciano Gaspari (ITA) |

| 2004. augusztus 19. 16:00 | Szerbia és Montenegró (SCG)       | 3–0 | Tunézia (TUN) | Béke és Barátság stadion, Pireusz Nézőszám: 3430 Játékvezető: Abdullah Al-Khelaifi (KSA), Valdir Dellaqua (BRA) |
| 2004. augusztus 19. 16:00 | (25–16, 25–18, 25–21) Jegyzőkönyv |     |               | Béke és Barátság stadion, Pireusz Nézőszám: 3430 Játékvezető: Abdullah Al-Khelaifi (KSA), Valdir Dellaqua (BRA) |

| 2004. augusztus 19. 19:30 | Argentína (ARG)                          | 3–1 | Görögország (GRE) | Béke és Barátság stadion, Pireusz Nézőszám: 9403 Játékvezető: Mahmoud Abdel Magid (EGY), Patricia Salvatore (USA) |
| 2004. augusztus 19. 19:30 | (16–25, 25–21, 25–22, 25–22) Jegyzőkönyv |     |                   | Béke és Barátság stadion, Pireusz Nézőszám: 9403 Játékvezető: Mahmoud Abdel Magid (EGY), Patricia Salvatore (USA) |

| 2004. augusztus 21. 14:00 | Tunézia (TUN)                            | 1–3 | Lengyelország (POL) | Béke és Barátság stadion, Pireusz Nézőszám: 4600 Játékvezető: Patricia Salvatore (USA), Ibrahim Al-Naama (QAT) |
| 2004. augusztus 21. 14:00 | (18–25, 25–23, 19–25, 23–25) Jegyzőkönyv |     |                     | Béke és Barátság stadion, Pireusz Nézőszám: 4600 Játékvezető: Patricia Salvatore (USA), Ibrahim Al-Naama (QAT) |

| 2004. augusztus 21. 16:10 | Argentína (ARG)                          | 1–3 | Szerbia és Montenegró (SCG) | Béke és Barátság stadion, Pireusz Nézőszám: 4826 Játékvezető: Fernando Nava (MEX), Ning Wang (CHN) |
| 2004. augusztus 21. 16:10 | (25–21, 17–25, 21–25, 23–25) Jegyzőkönyv |     |                             | Béke és Barátság stadion, Pireusz Nézőszám: 4826 Játékvezető: Fernando Nava (MEX), Ning Wang (CHN) |

| 2004. augusztus 21. 19:30 | Görögország (GRE)                               | 3–2 | Franciaország (FRA) | Béke és Barátság stadion, Pireusz Nézőszám: 9360 Játékvezető: Umit Sokullu (TUR), Frank Leuthaeusser (GER) |
| 2004. augusztus 21. 19:30 | (25–22, 14–25, 26–24, 23–25, 15–10) Jegyzőkönyv |     |                     | Béke és Barátság stadion, Pireusz Nézőszám: 9360 Játékvezető: Umit Sokullu (TUR), Frank Leuthaeusser (GER) |

| 2004. augusztus 23. 09:00 | Franciaország (FRA)                      | 3–1 | Tunézia (TUN) | Béke és Barátság stadion, Pireusz Nézőszám: 1860 Játékvezető: Francisco Medina (CUB), Fernando Nava (MEX) |
| 2004. augusztus 23. 09:00 | (25–23, 18–25, 25–19, 25–19) Jegyzőkönyv |     |               | Béke és Barátság stadion, Pireusz Nézőszám: 1860 Játékvezető: Francisco Medina (CUB), Fernando Nava (MEX) |

| 2004. augusztus 23. 16:00 | Lengyelország (POL)                             | 3–2 | Argentína (ARG) | Béke és Barátság stadion, Pireusz Nézőszám: 6295 Játékvezető: Kun-Tae Kim (KOR), Hiroyuki Ito (JPN) |
| 2004. augusztus 23. 16:00 | (25–19, 25–22, 23–25, 22–25, 20–18) Jegyzőkönyv |     |                 | Béke és Barátság stadion, Pireusz Nézőszám: 6295 Játékvezető: Kun-Tae Kim (KOR), Hiroyuki Ito (JPN) |

| 2004. augusztus 23. 19:30 | Szerbia és Montenegró (SCG)                     | 3–2 | Görögország (GRE) | Béke és Barátság stadion, Pireusz Nézőszám: 9415 Játékvezető: Luciano Gaspari (ITA), Jarmo Salomen (FIN) |
| 2004. augusztus 23. 19:30 | (21–25, 38–36, 25–13, 23–25, 15–12) Jegyzőkönyv |     |                   | Béke és Barátság stadion, Pireusz Nézőszám: 9415 Játékvezető: Luciano Gaspari (ITA), Jarmo Salomen (FIN) |

### B csoport
|                        |      | Mérkőzések | Mérkőzések | Szettek | Szettek | Szettek | Pontok | Pontok | Pontok |
| Csapat                 | Pont | Gy         | V          | Sz+     | Sz–     | SzA     | P+     | P–     | PA     |
| ---------------------- | ---- | ---------- | ---------- | ------- | ------- | ------- | ------ | ------ | ------ |
| Brazília (BRA)         | 9    | 4          | 1          | 13      | 7       | 1,857   | 483    | 431    | 1,121  |
| Olaszország (ITA)      | 8    | 3          | 2          | 13      | 7       | 1,857   | 465    | 434    | 1,071  |
| Egyesült Államok (USA) | 8    | 3          | 2          | 11      | 8       | 1,375   | 437    | 423    | 1,033  |
| Oroszország (RUS)      | 8    | 3          | 2          | 11      | 9       | 1,222   | 452    | 430    | 1,051  |
| Hollandia (NED)        | 7    | 2          | 3          | 7       | 11      | 0,636   | 391    | 419    | 0,933  |
| Ausztrália (AUS)       | 5    | 0          | 5          | 2       | 15      | 0,133   | 331    | 422    | 0,784  |

| 2004. augusztus 15. 11:00 | Hollandia (NED)                                 | 3–2 | Oroszország (RUS) | Béke és Barátság stadion, Pireusz Nézőszám: 2060 Játékvezető: Umit Sokullu (TUR), Dejan Jovanovic (SCG) |
| 2004. augusztus 15. 11:00 | (25–23, 19–25, 17–25, 27–25, 18–16) Jegyzőkönyv |     |                   | Béke és Barátság stadion, Pireusz Nézőszám: 2060 Játékvezető: Umit Sokullu (TUR), Dejan Jovanovic (SCG) |

| 2004. augusztus 15. 16:00 | Brazília (BRA)                           | 3–1 | Ausztrália (AUS) | Béke és Barátság stadion, Pireusz Nézőszám: 1853 Játékvezető: Georgios Karampetsos (GRE), Ryszard Dietrich (POL) |
| 2004. augusztus 15. 16:00 | (23–25, 25–19, 25–12, 25–21) Jegyzőkönyv |     |                  | Béke és Barátság stadion, Pireusz Nézőszám: 1853 Játékvezető: Georgios Karampetsos (GRE), Ryszard Dietrich (POL) |

| 2004. augusztus 15. 21:30 | Olaszország (ITA)                        | 3–1 | Egyesült Államok (USA) | Béke és Barátság stadion, Pireusz Nézőszám: 5630 Játékvezető: Kun-Tae Kim (KOR), Juan Pereyra (ARG) |
| 2004. augusztus 15. 21:30 | (25–21, 21–25, 25–17, 25–23) Jegyzőkönyv |     |                        | Béke és Barátság stadion, Pireusz Nézőszám: 5630 Játékvezető: Kun-Tae Kim (KOR), Juan Pereyra (ARG) |

| 2004. augusztus 17. 14:00 | Ausztrália (AUS)                  | 0–3 | Oroszország (RUS) | Béke és Barátság stadion, Pireusz Nézőszám: 2815 Játékvezető: Fernando Nava (MEX), Mahmoud Abdel Magid (EGY) |
| 2004. augusztus 17. 14:00 | (17–25, 24–26, 23–25) Jegyzőkönyv |     |                   | Béke és Barátság stadion, Pireusz Nézőszám: 2815 Játékvezető: Fernando Nava (MEX), Mahmoud Abdel Magid (EGY) |

| 2004. augusztus 17. 16:00 | Egyesült Államok (USA)            | 3–0 | Hollandia (NED) | Béke és Barátság stadion, Pireusz Nézőszám: 3000 Játékvezető: Juan Pereyra (ARG), Abdullah Al-Khelaifi (KSA) |
| 2004. augusztus 17. 16:00 | (26–24, 25–20, 25–18) Jegyzőkönyv |     |                 | Béke és Barátság stadion, Pireusz Nézőszám: 3000 Játékvezető: Juan Pereyra (ARG), Abdullah Al-Khelaifi (KSA) |

| 2004. augusztus 17. 21:45 | Brazília (BRA)                                  | 3–2 | Olaszország (ITA) | Béke és Barátság stadion, Pireusz Nézőszám: 6500 Játékvezető: Ning Wang (CHN), Kun-Tae Kim (KOR) |
| 2004. augusztus 17. 21:45 | (25–21, 15–25, 25–16, 21–25, 33–31) Jegyzőkönyv |     |                   | Béke és Barátság stadion, Pireusz Nézőszám: 6500 Játékvezető: Ning Wang (CHN), Kun-Tae Kim (KOR) |

| 2004. augusztus 19. 09:00 | Olaszország (ITA)                 | 3–0 | Ausztrália (AUS) | Béke és Barátság stadion, Pireusz Nézőszám: 2950 Játékvezető: Ibrahim Al-Naama (QAT), Juan Pereyra (ARG) |
| 2004. augusztus 19. 09:00 | (25–20, 25–18, 25–21) Jegyzőkönyv |     |                  | Béke és Barátság stadion, Pireusz Nézőszám: 2950 Játékvezető: Ibrahim Al-Naama (QAT), Juan Pereyra (ARG) |

| 2004. augusztus 19. 11:00 | Hollandia (NED)                          | 1–3 | Brazília (BRA) | Béke és Barátság stadion, Pireusz Nézőszám: 4150 Játékvezető: Fernando Nava (MEX), Francisco Medina (CUB) |
| 2004. augusztus 19. 11:00 | (22–25, 26–24, 21–25, 19–25) Jegyzőkönyv |     |                | Béke és Barátság stadion, Pireusz Nézőszám: 4150 Játékvezető: Fernando Nava (MEX), Francisco Medina (CUB) |

| 2004. augusztus 19. 21:45 | Oroszország (RUS)                        | 3–1 | Egyesült Államok (USA) | Béke és Barátság stadion, Pireusz Nézőszám: 4930 Játékvezető: Hiroyuki Ito (JPN), Ning Wang (CHN) |
| 2004. augusztus 19. 21:45 | (22–25, 25–20, 25–16, 25–23) Jegyzőkönyv |     |                        | Béke és Barátság stadion, Pireusz Nézőszám: 4930 Játékvezető: Hiroyuki Ito (JPN), Ning Wang (CHN) |

| 2004. augusztus 21. 09:00 | Ausztrália (AUS)                         | 1–3 | Egyesült Államok (USA) | Béke és Barátság stadion, Pireusz Nézőszám: 4580 Játékvezető: Fotios Lekkas (GRE), Ryszard Dietrich (POL) |
| 2004. augusztus 21. 09:00 | (19–25, 25–23, 13–25, 19–25) Jegyzőkönyv |     |                        | Béke és Barátság stadion, Pireusz Nézőszám: 4580 Játékvezető: Fotios Lekkas (GRE), Ryszard Dietrich (POL) |

| 2004. augusztus 21. 11:20 | Olaszország (ITA)                 | 3–0 | Hollandia (NED) | Béke és Barátság stadion, Pireusz Nézőszám: 6200 Játékvezető: Patrick Rachard (FRA), Hóbor Béla (HUN) |
| 2004. augusztus 21. 11:20 | (25–19, 25–21, 25–20) Jegyzőkönyv |     |                 | Béke és Barátság stadion, Pireusz Nézőszám: 6200 Játékvezető: Patrick Rachard (FRA), Hóbor Béla (HUN) |

| 2004. augusztus 21. 22:20 | Brazília (BRA)                    | 3–0 | Oroszország (RUS) | Béke és Barátság stadion, Pireusz Nézőszám: 5400 Játékvezető: Hiroyuki Ito (JPN), Kun-Tae Kim (KOR) |
| 2004. augusztus 21. 22:20 | (25–19, 25–13, 25–23) Jegyzőkönyv |     |                   | Béke és Barátság stadion, Pireusz Nézőszám: 5400 Játékvezető: Hiroyuki Ito (JPN), Kun-Tae Kim (KOR) |

| 2004. augusztus 23. 11:15 | Oroszország (RUS)                               | 3–2 | Olaszország (ITA) | Béke és Barátság stadion, Pireusz Nézőszám: 4134 Játékvezető: Frank Leuthaeusser (GER), Patrick Rachard (FRA) |
| 2004. augusztus 23. 11:15 | (25–16, 25–22, 22–25, 23–25, 15–13) Jegyzőkönyv |     |                   | Béke és Barátság stadion, Pireusz Nézőszám: 4134 Játékvezető: Frank Leuthaeusser (GER), Patrick Rachard (FRA) |

| 2004. augusztus 23. 14:00 | Hollandia (NED)                   | 3–0 | Ausztrália (AUS) | Béke és Barátság stadion, Pireusz Nézőszám: 4120 Játékvezető: Mahmoud Abdel Magid (EGY), Juan Pereyra (ARG) |
| 2004. augusztus 23. 14:00 | (25–22, 25–17, 25–16) Jegyzőkönyv |     |                  | Béke és Barátság stadion, Pireusz Nézőszám: 4120 Játékvezető: Mahmoud Abdel Magid (EGY), Juan Pereyra (ARG) |

| 2004. augusztus 23. 22:20 | Egyesült Államok (USA)                   | 3–1 | Brazília (BRA) | Béke és Barátság stadion, Pireusz Nézőszám: 3150 Játékvezető: Hóbor Béla (HUN), Dejan Jovanovic (SCG) |
| 2004. augusztus 23. 22:20 | (25–22, 25–23, 18–25, 25–22) Jegyzőkönyv |     |                | Béke és Barátság stadion, Pireusz Nézőszám: 3150 Játékvezető: Hóbor Béla (HUN), Dejan Jovanovic (SCG) |

## Egyenes kieséses szakasz
|  |               |                             |                   |                   |   |                        |                        |                   |                   |               |               |       |       |
|  | Negyeddöntők  | Negyeddöntők                | Negyeddöntők      |                   |   | Elődöntők              | Elődöntők              | Elődöntők         |                   |               | Döntő         | Döntő | Döntő |
|  | Negyeddöntők  | Negyeddöntők                | Negyeddöntők      |                   |   | Elődöntők              | Elődöntők              | Elődöntők         |                   |               | Döntő         | Döntő | Döntő |
|  | augusztus 25. |                             |                   |                   |   |                        |                        |                   |                   |               |               |       |       |
|  |               |                             |                   |                   |   |                        |                        |                   |                   |               |               |       |       |
|  | A1            | Szerbia és Montenegró (SCG) | 1                 |                   |   |                        |                        |                   |                   |               |               |       |       |
|  | A1            | Szerbia és Montenegró (SCG) | 1                 | augusztus 27.     |   |                        |                        |                   |                   |               |               |       |       |
|  | B4            | Oroszország (RUS)           | 3                 |                   |   |                        |                        |                   |                   |               |               |       |       |
|  | B4            | Oroszország (RUS)           | 3                 |                   |   | Oroszország (RUS)      | Oroszország (RUS)      | 0                 |                   |               |               |       |       |
|  | augusztus 25. |                             |                   |                   |   | Oroszország (RUS)      | Oroszország (RUS)      | 0                 |                   |               |               |       |       |
|  |               |                             | Olaszország (ITA) | Olaszország (ITA) | 3 |                        |                        |                   |                   |               |               |       |       |
|  | A3            | Argentína (ARG)             | Olaszország (ITA) | Olaszország (ITA) | 3 | 1                      |                        |                   |                   |               |               |       |       |
|  | A3            | Argentína (ARG)             |                   |                   |   | 1                      | augusztus 29.          |                   |                   |               |               |       |       |
|  | B2            | Olaszország (ITA)           | 3                 |                   |   |                        |                        |                   |                   |               |               |       |       |
|  | B2            | Olaszország (ITA)           | 3                 |                   |   | Olaszország (ITA)      | Olaszország (ITA)      | 1                 |                   |               |               |       |       |
|  | augusztus 25. |                             |                   |                   |   | Olaszország (ITA)      | Olaszország (ITA)      | 1                 |                   |               |               |       |       |
|  |               |                             | Brazília (BRA)    | Brazília (BRA)    | 3 |                        |                        |                   |                   |               |               |       |       |
|  | A2            | Görögország (GRE)           | Brazília (BRA)    | Brazília (BRA)    | 3 | 2                      |                        |                   |                   |               |               |       |       |
|  | A2            | Görögország (GRE)           | augusztus 27.     |                   |   | 2                      |                        |                   |                   |               |               |       |       |
|  | B3            | Egyesült Államok (USA)      | 3                 |                   |   |                        |                        |                   |                   |               |               |       |       |
|  | B3            | Egyesült Államok (USA)      | 3                 |                   |   | Egyesült Államok (USA) | Egyesült Államok (USA) | 0                 | Bronzmérkőzés     | Bronzmérkőzés | Bronzmérkőzés |       |       |
|  | augusztus 25. |                             |                   |                   |   | Egyesült Államok (USA) | Egyesült Államok (USA) | 0                 | Bronzmérkőzés     | Bronzmérkőzés | Bronzmérkőzés |       |       |
|  |               |                             | Brazília (BRA)    | Brazília (BRA)    | 3 |                        |                        | augusztus 29.     | augusztus 29.     | augusztus 29. |               |       |       |
|  | A4            | Lengyelország (POL)         | Brazília (BRA)    | Brazília (BRA)    | 3 | 0                      |                        | augusztus 29.     | augusztus 29.     | augusztus 29. |               |       |       |
|  | A4            | Lengyelország (POL)         |                   |                   |   |                        |                        | Oroszország (RUS) | Oroszország (RUS) | 3             |               |       |       |
|  | B1            | Brazília (BRA)              | 3                 |                   |   |                        |                        | Oroszország (RUS) | Oroszország (RUS) | 3             |               |       |       |
|  | B1            | Brazília (BRA)              | 3                 |                   |   | Egyesült Államok (USA) | Egyesült Államok (USA) | 0                 |                   |               |               |       |       |
|  |               |                             |                   |                   |   | Egyesült Államok (USA) | Egyesült Államok (USA) | 0                 |                   |               |               |       |       |

### Negyeddöntők
| 2004. augusztus 25. 14:00 | Szerbia és Montenegró (SCG)              | 1–3 | Oroszország (RUS) | Béke és Barátság stadion, Pireusz Nézőszám: 8850 Játékvezető: Jarmo Salonen (FIN), Frank Leuthaeusser (GER) |
| 2004. augusztus 25. 14:00 | (27–29, 25–23, 25–27, 26–28) Jegyzőkönyv |     |                   | Béke és Barátság stadion, Pireusz Nézőszám: 8850 Játékvezető: Jarmo Salonen (FIN), Frank Leuthaeusser (GER) |

| 2004. augusztus 25. 16:30 | Argentína (ARG)                          | 1–3 | Olaszország (ITA) | Béke és Barátság stadion, Pireusz Nézőszám: 8100 Játékvezető: Hiroyuki Ito (JPN), Ibrahim Al-Naama (QAT) |
| 2004. augusztus 25. 16:30 | (25–22, 22–25, 24–26, 26–28) Jegyzőkönyv |     |                   | Béke és Barátság stadion, Pireusz Nézőszám: 8100 Játékvezető: Hiroyuki Ito (JPN), Ibrahim Al-Naama (QAT) |

| 2004. augusztus 25. 19:30 | Görögország (GRE)                               | 2–3 | Egyesült Államok (USA) | Béke és Barátság stadion, Pireusz Nézőszám: 9300 Játékvezető: Kun-Tae Kim (KOR), Juan Pereyra (ARG) |
| 2004. augusztus 25. 19:30 | (20–25, 25–22, 27–25, 23–25, 15–17) Jegyzőkönyv |     |                        | Béke és Barátság stadion, Pireusz Nézőszám: 9300 Játékvezető: Kun-Tae Kim (KOR), Juan Pereyra (ARG) |

| 2004. augusztus 25. 22:25 | Lengyelország (POL)               | 0–3 | Brazília (BRA) | Béke és Barátság stadion, Pireusz Nézőszám: 4150 Játékvezető: Ning Wang (CHN), Fernando Nava (MEX) |
| 2004. augusztus 25. 22:25 | (22–25, 25–27, 18–25) Jegyzőkönyv |     |                | Béke és Barátság stadion, Pireusz Nézőszám: 4150 Játékvezető: Ning Wang (CHN), Fernando Nava (MEX) |

### Elődöntők
| 2004. augusztus 27. 19:30 | Oroszország (RUS)                 | 0–3 | Olaszország (ITA) | Béke és Barátság stadion, Pireusz Nézőszám: 9380 Játékvezető: Hóbor Béla (HUN), Patrick Rachard (FRA) |
| 2004. augusztus 27. 19:30 | (16–25, 17–25, 16–25) Jegyzőkönyv |     |                   | Béke és Barátság stadion, Pireusz Nézőszám: 9380 Játékvezető: Hóbor Béla (HUN), Patrick Rachard (FRA) |

| 2004. augusztus 27. 21:30 | Egyesült Államok (USA)            | 0–3 | Brazília (BRA) | Béke és Barátság stadion, Pireusz Nézőszám: 9380 Játékvezető: Umit Sokullu (TUR), Ryszard Dietrich (POL) |
| 2004. augusztus 27. 21:30 | (16–25, 17–25, 23–25) Jegyzőkönyv |     |                | Béke és Barátság stadion, Pireusz Nézőszám: 9380 Játékvezető: Umit Sokullu (TUR), Ryszard Dietrich (POL) |

### Bronzmérkőzés
| 2004. augusztus 29. 12:30 | Oroszország (RUS)                 | 3–0 | Egyesült Államok (USA) | Béke és Barátság stadion, Pireusz Nézőszám: 7650 Játékvezető: Kun-Tae Kim (KOR), Valdir Dellaqua (BRA) |
| 2004. augusztus 29. 12:30 | (25–22, 27–25, 25–16) Jegyzőkönyv |     |                        | Béke és Barátság stadion, Pireusz Nézőszám: 7650 Játékvezető: Kun-Tae Kim (KOR), Valdir Dellaqua (BRA) |

### Döntő
| 2004. augusztus 29. 14:30 | Olaszország (ITA)                        | 1–3 | Brazília (BRA) | Béke és Barátság stadion, Pireusz Nézőszám: 9350 Játékvezető: Hiroyuki Ito (JPN), Ning Wang (CHN) |
| 2004. augusztus 29. 14:30 | (15–25, 26–24, 20–25, 22–25) Jegyzőkönyv |     |                | Béke és Barátság stadion, Pireusz Nézőszám: 9350 Játékvezető: Hiroyuki Ito (JPN), Ning Wang (CHN) |

| A 2004. évi nyári olimpiai játékok férfi röplabdatornájának olimpiai bajnoka |
| · BRAZÍLIA · 1. cím                                                          |
| ---------------------------------------------------------------------------- |

## Végeredmény
|          |                             |      | Mérkőzések | Mérkőzések | Szettek | Szettek | Szettek | Pontok | Pontok | Pontok |
| Helyezés | Csapat                      | Pont | Gy         | V          | Sz+     | Sz–     | SzA     | P+     | P–     | PA     |
| -------- | --------------------------- | ---- | ---------- | ---------- | ------- | ------- | ------- | ------ | ------ | ------ |
| Arany    | Brazília (BRA)              | 15   | 7          | 1          | 22      | 8       | 2,750   | 734    | 635    | 1,156  |
| Ezüst    | Olaszország (ITA)           | 13   | 5          | 3          | 20      | 11      | 1,818   | 724    | 679    | 1,066  |
| Bronz    | Oroszország (RUS)           | 13   | 5          | 3          | 17      | 13      | 1,308   | 685    | 671    | 1,021  |
| 4.       | Egyesült Államok (USA)      | 12   | 4          | 4          | 14      | 16      | 0,875   | 670    | 685    | 0,978  |
|          |                             |      |            |            |         |         |         |        |        |        |
| 5.       | Szerbia és Montenegró (SCG) | 10   | 4          | 2          | 13      | 9       | 1,444   | 530    | 505    | 1,050  |
| 6.       | Görögország (GRE)           | 9    | 3          | 3          | 14      | 12      | 1,167   | 585    | 568    | 1,030  |
| 7.       | Argentína (ARG)             | 9    | 3          | 3          | 13      | 12      | 1,083   | 568    | 558    | 1,018  |
| 8.       | Lengyelország (POL)         | 9    | 3          | 3          | 10      | 12      | 0,833   | 487    | 496    | 0,982  |
|          |                             |      |            |            |         |         |         |        |        |        |
| 9.       | Franciaország (FRA)         | 7    | 2          | 3          | 8       | 10      | 0,800   | 405    | 394    | 1,028  |
| 10.      | Hollandia (NED)             | 7    | 2          | 3          | 7       | 11      | 0,636   | 391    | 419    | 0,933  |
| 11.      | Tunézia (TUN)               | 5    | 0          | 5          | 4       | 15      | 0,267   | 373    | 451    | 0,827  |
| 12.      | Ausztrália (AUS)            | 5    | 0          | 5          | 2       | 15      | 0,133   | 331    | 422    | 0,784  |